# Aeroportul Manihi
Aeroportul Manihi (IATA: XMH, ICAO: NTGI) este un aeroport din Polinezia Franceză, Franța ce deservește zona Manihi⁠(d). Aeroportul a fost tranzitat în 2022 de 9.752 de pasageri. A fost deschis în septembrie 1969 și numit după zona deservită.
Situat la o altitudine de 4 m, aeroportul dispune de o singură pistă.